# 安东·弗里德里希·比兴

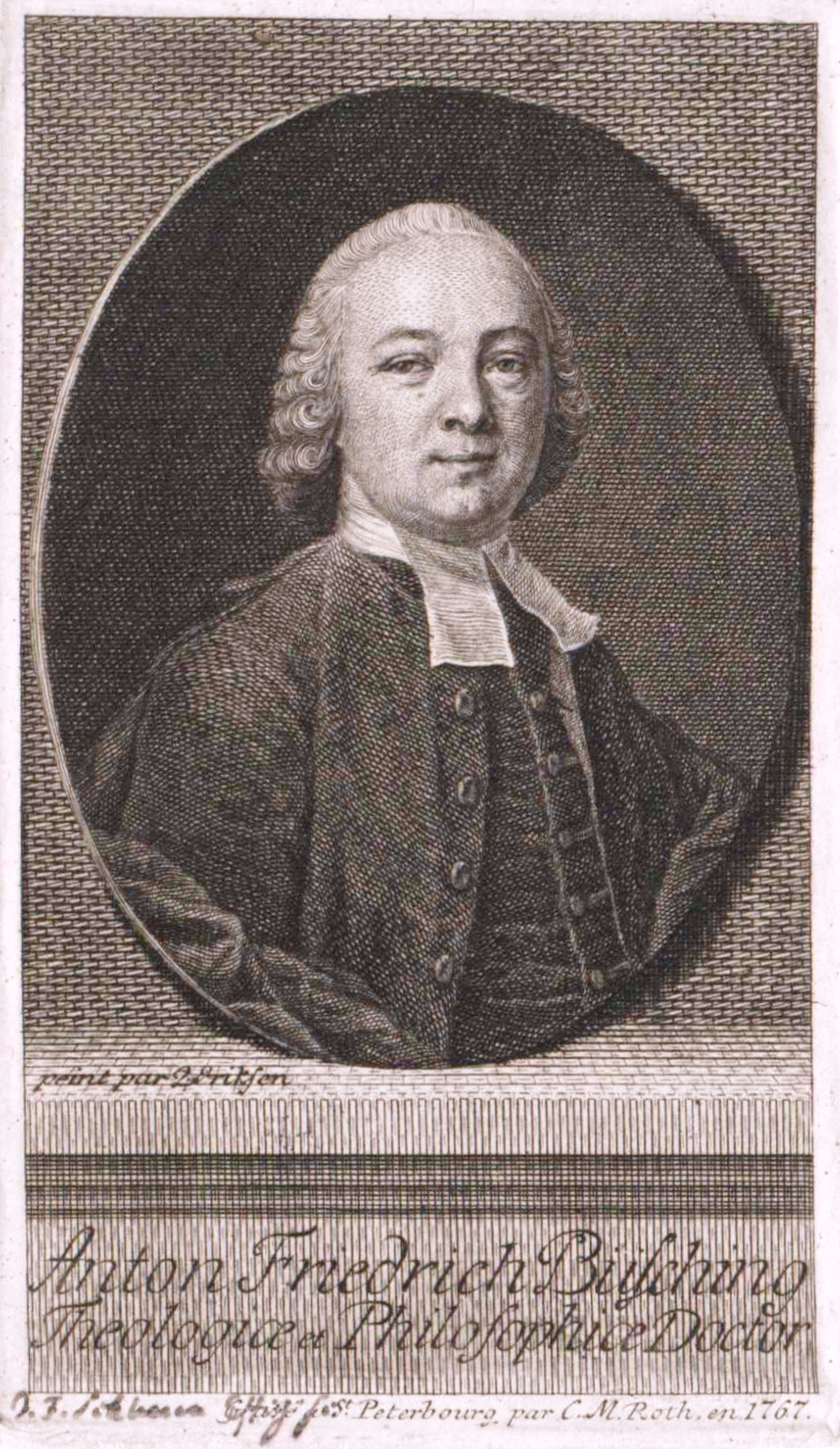
安东·弗里德里希·比兴

安东·弗里德里希·比兴（德語：Anton Friedrich Büsching，1724年9月27日—1793年5月28日）是一位德国哲学家和地理学家。比兴是第一位将人口密度作为地理要素的学者，还指出过通过河流运输货物能够使人类摆脱对本地资源的依赖。
此外还描述过欧洲各国的地理、政治和经济。其思想影响了李特尔早期的研究和俄国的地理学。